# Liste der Monuments historiques in Saint-Clar-de-Rivière
Die Liste der Monuments historiques in Saint-Clar-de-Rivière führt die Monuments historiques in der französischen Gemeinde Saint-Clar-de-Rivière auf.

## Liste der Bauwerke
| Bezeichnung | Beschreibung                  | Standort                 | Kennzeichnung | Schutzstatus | Datum     | Bild           |
| ----------- | ----------------------------- | ------------------------ | ------------- | ------------ | --------- | -------------- |
| Schloss     | Erbaut im 18./19. Jahrhundert | 7, route de Muret (Lage) | PA00094683    | Inscrit      | 1991 1999 | weitere Bilder |